# Sea Drift
Sea Drift is een compositie van Frederick Delius.
Het werk dat geschreven is voor bariton, gemengd koor en symfonieorkest is een toonzetting van het gedicht Out of the Cradle Endlessly Rocking van Walt Whitman. Het gedicht maakt deel uit van het hoofdstuk "Sea Drift" van Whitmans Leaves of Grass uit 1855.

## Inhoud
De tekst van het gedicht, dat Delius niet exact volgt, gaat over een jongeling die diverse wandelingen langs de kust van Long Island (New York) (in het gedicht aangeduid met de oorspronkelijke naam Paumanok) doet. De jongen ziet een gedurende die wandeling een nest zeemeeuwen. Het mannetje en vrouwtje wisselen de wacht en de toevoer van voedsel voor de jongelingen. Op een avond zit het mannetje te wachten, maar het vrouwtje komt niet meer terug van zee. Het verlangen van het mannetje naar zijn maatje laat vervolgens de gedachten de vrije loop. Hij roept de maan, de sterren en de zee aan om hem zijn maatje terug te geven, zijn pogingen zijn ijdel. Het mannetje blijft eeuwig smachten. Delius brak hier het gedicht af, Whitman ging verder. De jongen voelt de last van de meeuw en ziet een toekomstig onvervuld verlangen en loopt de zee in.

## Muziek
De solist met baritonstem dient hier als zanger/verteller, de zangpartij is ook als zodanig geschreven. Het 25 minuten durende werk laat een afwisseling horen van deze commentator en de soms ijle en dan weer wanhopige zangstemmen uit het koor. Op de achtergrond vertolkt het symfonieorkest de altijd aanwezige zee. De zee is dan weer wiegend kalm en vervolgens uitermate wild. Het geheel kent een droevig eind met de stem van het mannetje 'O “I am very sick and sorrowful”. De laatste zin en woorden “We two together no more” verdwijnen in eeuwige stilte.    

## Uitvoeringen
Delius spandeerde maar weinig tijd in zijn vaderland; hij onderhield veelvuldige reizen naar de Verenigde Staten. Dit werk is dan ook afkomstig uit dat land. Voor Sea Drift had hij voor dezelfde combinatie een ander werk geschreven Appalachia. Uitvoeringen van muziek van Delius lagen dan ook moeilijk in thuishaven Engeland. De eerste uitvoering van Sea Drift vond dan ook plaats in Duitsland, ver van de zee in Essen (Noordrijn-Westfalen). Joseph Loritz zong en de Essense Künstler Verein zangen en speelden het werk onder leiding van Georg Witte. Engeland had het er maar moeilijk mee. Pas op 7 oktober 1908 vond Henry Wood tijd om samen met Frederic Austin de Britse première te geven op een muziekfestival in Sheffield. Degene die het werk het meest uitgevoerd heeft, is waarschijnlijk Thomas Beecham, die het een meesterwerk vond.
Het Verenigd Koninkrijk omsloot het werk later wel. Vanaf 1943 kwam het werk twaalf keer voorbij in de populaire Proms-concerten. Op 13 juli 2012 werd het gespeeld tijdens de First Night of the Proms in een programma gewijd aan Britse muziek met muziek van Mark-Anthony Turnage, Edward Elgar en Michael Tippett.    

### Orkestratie
- solo bariton zangstem
- sopranen, alten, tenoren en bariton
- 3 dwarsfluiten, 3 hobo's, 1 althobo, 3  klarinetten, 1 basklarinet, 3 fagotten, 1 contrafagot
- 6 hoorns, 3 trompetten, 3 trombones, 1 tuba
- pauken, 1 man/vrouw percussie voor de grote trom, 2 harpen
- violen, altviolen, celli, contrabassen

## Discografie
- Uitgave Decca Records: John Shirley-Quirck met het London Symphony Chorus en het Royal Philharmonic Orchestra o.l.v. Richard Hickox (opname 1980)
- Uitgave Chandos: Bryn Terfel, Bournemouth Symphony Orchestra and Chorus, opnieuw o.l.v. Richard Hickox (opname  circa 1990)
- Uitgave EMI: John Nobles, Royal Liverpool Philharmonic Orchestra and Chorus  o.l.v. Charles Groves
- Uitgave Emi: Gordon Clifton, Royal Liverpool Philharmonic Orchestra ans Chorus, Thomas Beecham

## Opmerking
Per Nørgård schreef een werk onder dezelfde titel Seadrift in 1978.